# Vrškamýk
Vrškamýk (též Kamýk nad Vltavou či nesprávně Hunec) je zřícenina hradu nacházející se jeden kilometr západně od obce Kamýk nad Vltavou v okrese Příbram. Hrad stál na hřebenovitém výběžku v nadmořské výšce 345 metrů. Od roku 1965 je chráněn jako kulturní památka.

## Historie

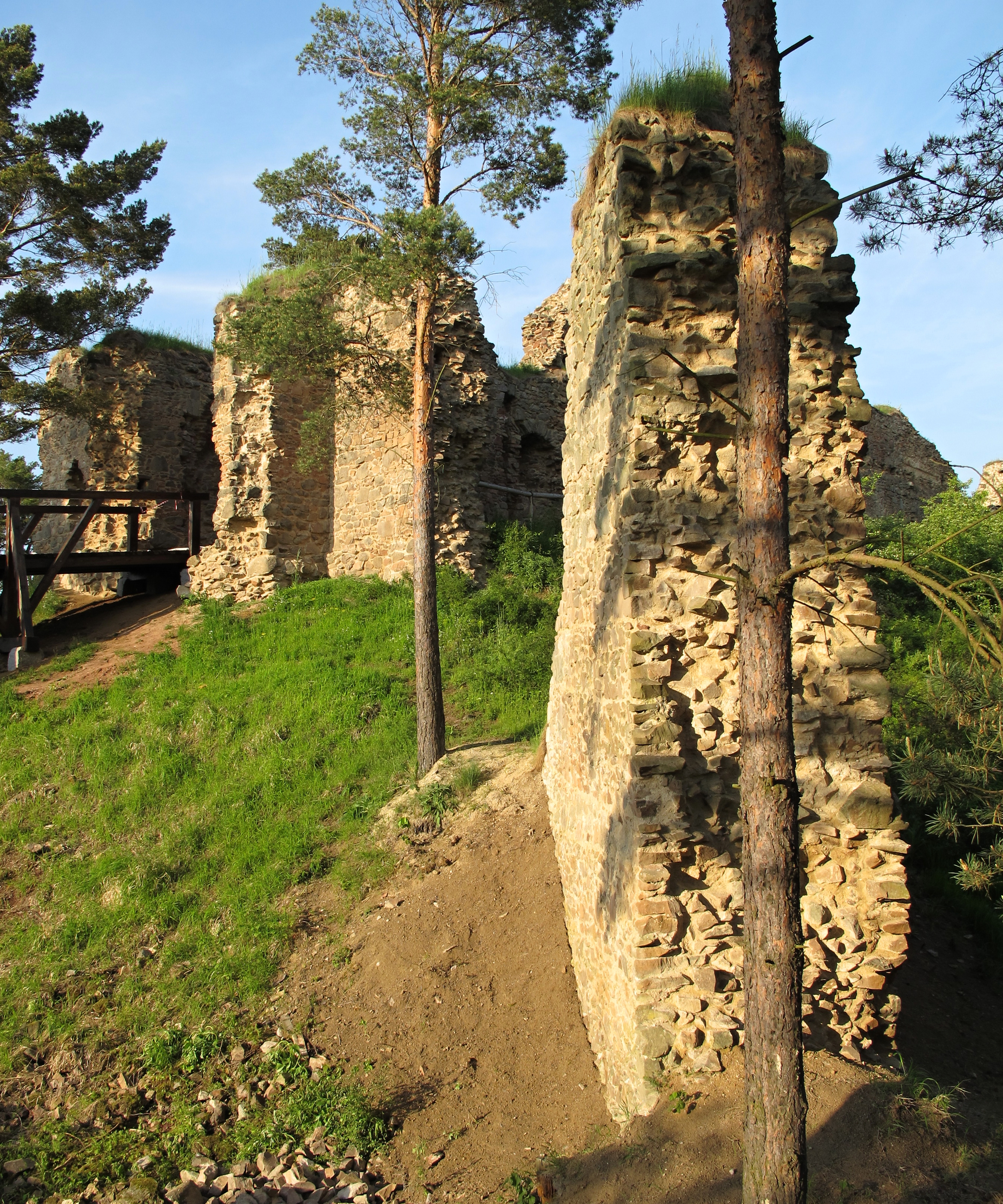
Fragment hradby na jižní straně druhého příkopu s druhou bránou

Zakladatelem hradu byl v první polovině třináctého století král Václav I., ale stavbu dokončil až Přemysl Otakar II., který zde vydal tři listiny. Zázemí hradu, který byl správním centrem kraje, tvořila soustava manství, ale po založení Karlštejna převedl Karel IV. zdejší manství ke svému novému hradu. Archeologické nálezy získané po roce 2000 umožnily datovat zánik hradu nejpozději v době těsně po roce 1306. Příčinou brzkého opuštění výstavného hradu byly statické poruchy obvodových zdí zadního hradu. Jako pustý byl Kamýk zmíněn roku 1569.
Na počátku 21. století byl zpracován projekt Výlet do středověku, a v roce 2008 byla na jeho realizaci přidělena dotace z evropských fondů ve výši téměř dvacet miliónů korun. V letech 2009 až 2010 byl areál hradu uzavřen a byl zde proveden rozsáhlý výzkum jeho základů. Součástí projektu byla kromě asanace hradního zdiva také výstavba odpočinkového areálu v podhradí, zahrnujícího mj. středověké hřiště, ovčín, provozní budovu a vyhlídkovou věž.

## Stavební podoba
Dvoudílný hrad obíhal příkop a val. Do přední části, u jejíž jižní strany stála dlouhá podsklepená budova, se vstupovalo po dřevěném mostě a dovnitř hradu zataženou čtverhrannou branskou věží. Archeologický výzkum z roku 2009 doložil bohatě profilovaný portál na vstupní a jednoduchý portál na vnitřní straně průjezdu a sedilia v obou bočních zdech brány. Nějaká jednodušší zástavba mohla stát i podél severní strany prvního nádvoří.

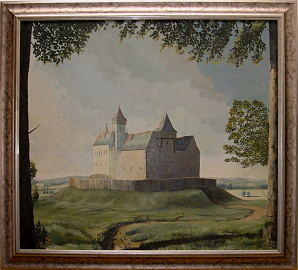
Umělecká rekonstrukce podoby hradu

Vstup do zadní části hradu chránil druhý příkop sevřený z obou stran hradbami. Brána s průjezdem zaklenutým křížovou klenbou se nacházela v přízemí čtverhranné věže, která svou hmotou uzavírala západní stranu nádvoří. Podél jeho jižní a severní strany stála palácová křídla stejně široká jako nádvoří a východní stranu uzavíralo třetí palácové křídlo. Z paláců se dochovaly pouze nádvorní zdi a části vnitřních příček. V úrovni prvního patra byly paláce propojeny pavlačí. Paláce vytápěné ústředním teplovzdušným topením obsahovaly minimálně jednu roubenou komoru. V krátkém východním křídle se nacházela místnost s křížovou klenbou, která mohla sloužit jako kaple.

## Přístup
Zřícenina hradu je přístupná po zeleně značené turistické trase z Kamýku nad Vltavou do Zduchovic.